# WHERE
WHERE je v prostředí databází klauzule dotazovacího jazyka (SQL), která pomocí podmínek omezuje výběr řádků z tabulek:
- pro SELECT – ty, které budou vybrány,
- pro UPDATE – ty, které budou aktualizovány,
- pro DELETE – ty, které budou smazány.

Jednotlivé podmínky se většinou oddělují logickými operátory AND (konjunkce) a OR (disjunkce). Disjunkce má menší prioritu, takže její použití s konjunkcí se používá závorek.
```
SELECT
 
nazev_zbozi
,
cena
,
popis
 
FROM
 
zbozi
 
WHERE
 
(
kategorie
=
"elektro"
 
OR
 
kategorie
=
"bílé zboží"
)
 
AND
 
zobrazovat
=
"ano"
;

```

Některé databázové systémy umožňují, aby v klauzuli WHERE byl poddotaz.
Klauzule WHERE je nepovinná. U příkazů UPDATE a DELETE se píše na konci, u příkazu SELECT je po klauzuli FROM, případně JOIN nebo GROUP BY a před případnou klauzulí ORDER BY nebo LIMIT.

## Syntaxe
```
[
WHERE
 
<
podmínky
>

 
|
 
<
sloupec
>
 
<
operator
>
 
<
sloupec
 
|
 
hodnota
>
 

 
|
 
<
sloupec
>
 
<
operator
>
 
<
sloupec
 
|
 
hodnota
>
 
<
AND
 
|
 
OR
 
|
 
NOT
>
 
<
sloupec
>
 
<
operator
>
 
<
sloupec
 
|
 
hodnota
>
 

 
|
 
<
sloupec
>
 
BETWEEN
 
<
hodnota
>
 
AND
 
<
hodnota
>

 
|
 
<
sloupec
>
 
LIKE
 
<
regularni
 
vyraz
>

 
|
 
<
sloupec
>
 
IN
 
<
vycet
 
hodnot
>

 
|
 
<
sloupec
 
|
 
vyraz
>
 
<
operator
>
 
ANY
 
|
 
SOME
 
(
poddotaz
)

 
|
 
EXISTS
 
(
poddotaz
)]

```